# Jens Balzer

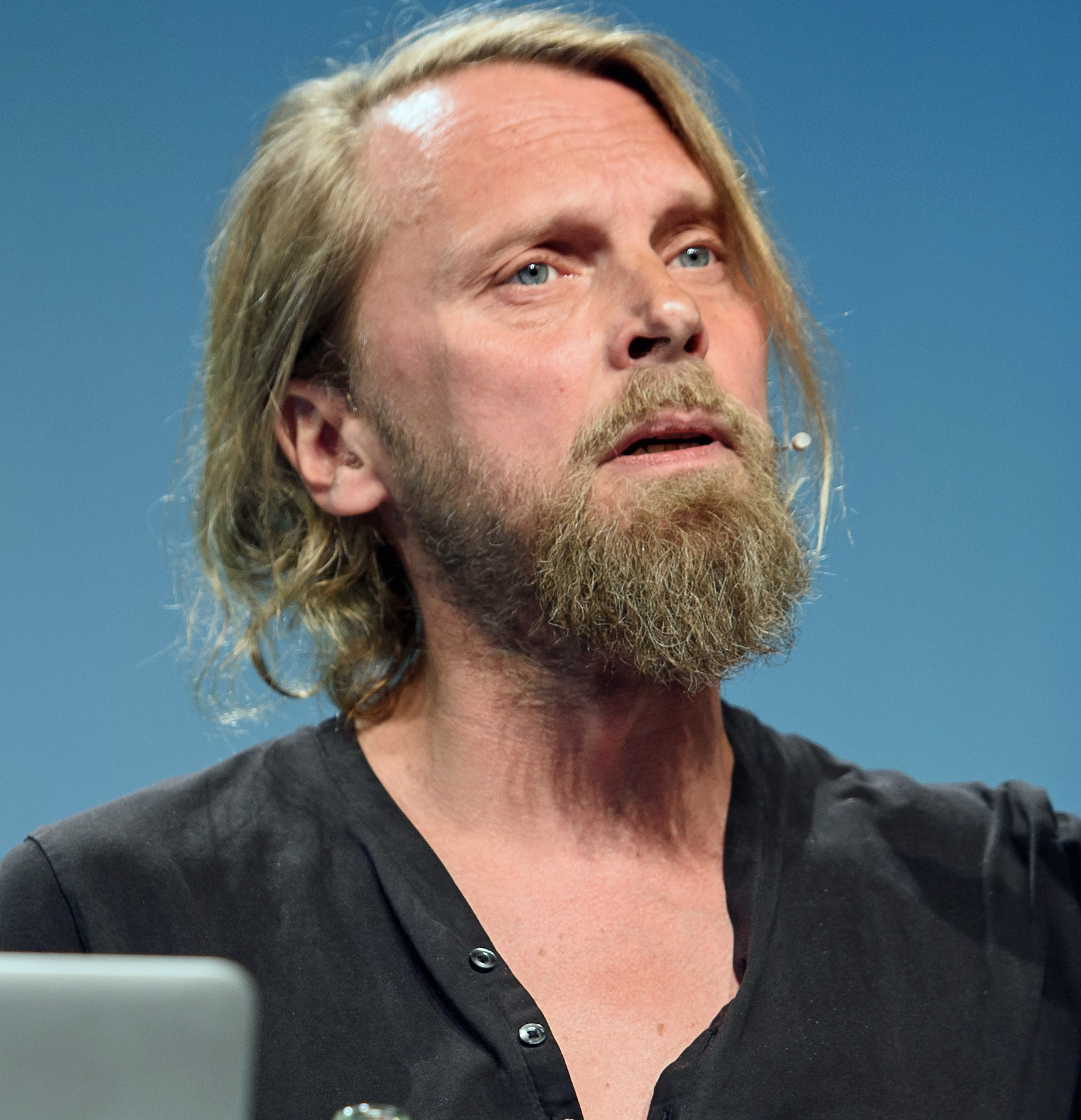
Jens Balzer (2018)

Jens Balzer (* 1969 in Buchholz in der Nordheide) ist ein deutscher Journalist, Musikkritiker, Comicszenarist und Sachbuchautor im Bereich Popkultur, Musik und Comic.

## Leben
Balzer stammt aus einer Familie von Eisenbahnern und Binnenschiffern. Er studierte Informatik, Philosophie und Germanistik an der Universität Hamburg, wo er 1990 mit Ole Frahm, Michael Hein und Jens Nielsen die Arbeitsstelle für Graphische Literatur gründete. Seine Magisterarbeit schrieb er 1996 zum Thema Das Wesen des Comics.
Von 1999 bis 2017 arbeitete er als Popredakteur für die Berliner Zeitung, ab 2003 zusätzlich als stellvertretender Feuilletonchef. Als freier Journalist schrieb er bisher unter anderem für Die Zeit, den Rolling Stone, den Deutschlandfunk, Radio Eins, den Spiegel, 032c, Republik, das Nachtstudio des Bayerischen Rundfunks, die Blätter für deutsche und internationale Politik und die New York Times. Er war außerdem als Moderator und Festivalmacher tätig, unter anderem an der Volksbühne am Rosa-Luxemburg-Platz und dem Hebbel am Ufer. Von 2010 bis 2025 kuratierte er gemeinsam mit Tobi Müller den Popsalon am Deutschen Theater Berlin. Um 2014 bildete er zusammen mit Martin Hossbach das DJ-Team Balzer/Hossbach. Darüber hinaus lehrte er zwischenzeitlich Popkritik an der Universität der Künste Berlin. Sein Buch After Woke stand auf Platz 1 der Sachbuch-Bestenliste von DIE ZEIT, ZDF und DLF Kultur sowie auf der Shortlist für den Tractatus-Preis für philosophische Essayistik. Im Juni 2025 nahm er am 29. internationalen Literaturfestival in Leukerbad in der Schweiz teil.
Balzer ist Vater einer Tochter.

## Veröffentlichungen

### Autorschaft
- Zusammen mit Martin tom Dieck: Salut, Deleuze! Arrache Coeur Verlag, Zürich 2000, ISBN 978-3-907055-44-1.
- Zusammen mit Martin tom Dieck: Neue Abenteuer des unglaublichen Orpheus. Arrache Coeur Verlag, Zürich 2001, ISBN 978-3-907055-55-7.
- Zusammen mit Lambert Wiesing: Outcault. Die Erfindung des Comic. Christian A. Bachmann Verlag, Bochum 2010, ISBN 978-3-941030-07-7.
- Pop. Ein Panorama der Gegenwart. Rowohlt Verlag, Berlin 2016, ISBN 978-3-87134-830-3.
- Pop und Populismus. Edition Körber, Hamburg 2019, ISBN 978-3-89684-272-5.
  - Pop und Populismus. Sonderausgabe für die Bundeszentrale für politische Bildung. Bundeszentrale für politische Bildung, Bonn 2020, ISBN 978-3-7425-0641-2.
- Das entfesselte Jahrzehnt. Sound und Geist der 70er. Rowohlt Verlag, Berlin 2019, ISBN 978-3-7371-0049-6.
- Verschwinden zweiter Ordnung. In: Simone Jung, Jana Marlene Mader (Hrsg.): Denkräume. Rowohlt Verlag, Hamburg 2020, ISBN 978-3-499-00294-6.
- High Energy. Die Achtziger – das pulsierende Jahrzehnt. Rowohlt Verlag, Berlin 2021, ISBN 978-3-7371-0114-1.
- Es gibt keine Muttersprache. In: Thomas Edlinger (Hrsg.): Stealing the stolen. Verlag für moderne Kunst, Wien 2022, ISBN 978-3-903572-97-3.
- Schmalz und Rebellion. Dudenverlag, Berlin 2022, ISBN 978-3-411-75669-8.
- The Flip Side of Krautrock. In: Uwe Schütte: The Cambridge Companion to Krautrock. Cambridge University Press, 2022, ISBN 978-1-316-51107-7
- Ethik der Appropriation. Matthes & Seitz Berlin, Berlin 2022, ISBN 978-3-7518-0535-3.
  - Ethik der Appropriation. Sonderausgabe für die Bundeszentrale für politische Bildung. Bundeszentrale für politische Bildung, Bonn 2023, ISBN 978-3-7425-0929-1
- No Limit. Die Neunziger – das Jahrzehnt der Freiheit. Rowohlt Verlag, Berlin 2023, ISBN 978-3-7371-0173-8
- After Woke. Matthes & Seitz, Berlin 2024, ISBN 978-3-7518-3018-8.
  - After Woke. Sonderausgabe für die Landeszentrale für politische Bildung Nordrhein-Westfalen. Düsseldorf 2025, ISBN 978-3-7518-3018-8.
- In Transition. Zonen der Freiheit und Gewalt. In: Boaz Levin, Annette Hauschild, C/O Berlin (Hrsg.): Träum weiter – Berlin, die 90er. Spector Books, Berlin 2024, ISBN 978-3-95905-851-3
- Zusammen mit Martin tom Dieck: Holy Deleuze! Reprodukt, Berlin 2025, ISBN 978-3-95640-446-7.
- Zusammen mit Martin tom Dieck: Salut, Deleuze! Gesamtausgabe. Reprodukt, Berlin 2025, ISBN 978-3-95640-447-4.

### Beteiligung
- Harald Fricke: Texte 1990 – 2007. Hrsg.: Bettina Allamoda, Jens Balzer, Detlef Kuhlbrodt, Cord Riechelmann. Merve, Berlin 2010, ISBN 978-3-88396-280-1
- Protest-Songs. Lehrmaterialien. Bundeszentrale für politische Bildung, Bonn 2011, ISBN 978-3-8389-7026-4.
- Martin Hossbach (Hrsg.): Die Tocotronic-Chroniken. Blumenbar, Berlin 2015, ISBN 978-3-351-05020-7.
- Sounds gegen die Zeit. In: Dorothee Hackenberg (Hrsg.): Moment mal! Rowohlt Verlag, Berlin 2017, ISBN 978-3-7371-0021-2.
- Dietmar Dath, Sibylle Berg: Zahlen sind Waffen. Hrsg.: Jens Balzer, Lars Weisbrod, Thomas Vašek, Maja Beckers. Matthes & Seitz, Berlin 2021, ISBN 978-3-95757-960-7